# Contea di Tipperary
Tipperary (IPA /tɪpəˈrɛəri/; in inglese County Tipperary; in irlandese Contae Thiobraid Árann) è una contea della repubblica d'Irlanda.
Storicamente regione culturale facente parte della provincia di Munster, esiste quale unità amministrativa dal 2014 a seguito della fusione delle ex contee di North e South Tipperary.
Il capoluogo di contea è Nenagh; altri centri sono Clonmel e Thurles.
Maggior contea per estensione senza affaccio al mare, conta poco meno di 160000 abitanti al censimento del 2016 su una superficie di poco più di 4300 km².
Confina, da ovest verso est in senso orario, con Limerick, Clare, Galway, Offaly, Laois, Kilkenny, Waterford e Cork.

## Toponomastica
Il nome della contea è stato ripreso da quello del villaggio di Tipperary, ovviamente situato all'interno dei confini nonostante Tipperary Town non sia mai stata capoluogo amministrativo nemmeno di una delle due entità quando sussisteva la divisione fra North e South. Il gaelico Tiobraid Arann, da cui deriva il toponimo inglese Tipperary, significa "sorgente dell'Ara", per il fatto che nei pressi dell'abitato sorge il fiume che poi l'attraversa. La sorgente è sita in particolare nella zona rurale di Glenbane nelle parrocchie di Lattin e Cullen. Nulla si sa in merito all'importanza storica di tale sorgente e perché sia stata scelta come toponimo per l'abitato, né ulteriormente perché Tipperary sia stato esteso come nome anche alla contea.

## Araldica civica
Lo stemma, formato da uno scudo d'ermellino con disegni al centro, richiama l'emblema dei conti di Ormonde, signori per secoli del territorio.
I colori sportivi e culturali della contea sono il giallo e il blu.

## Topografia

### Orografia e geologia

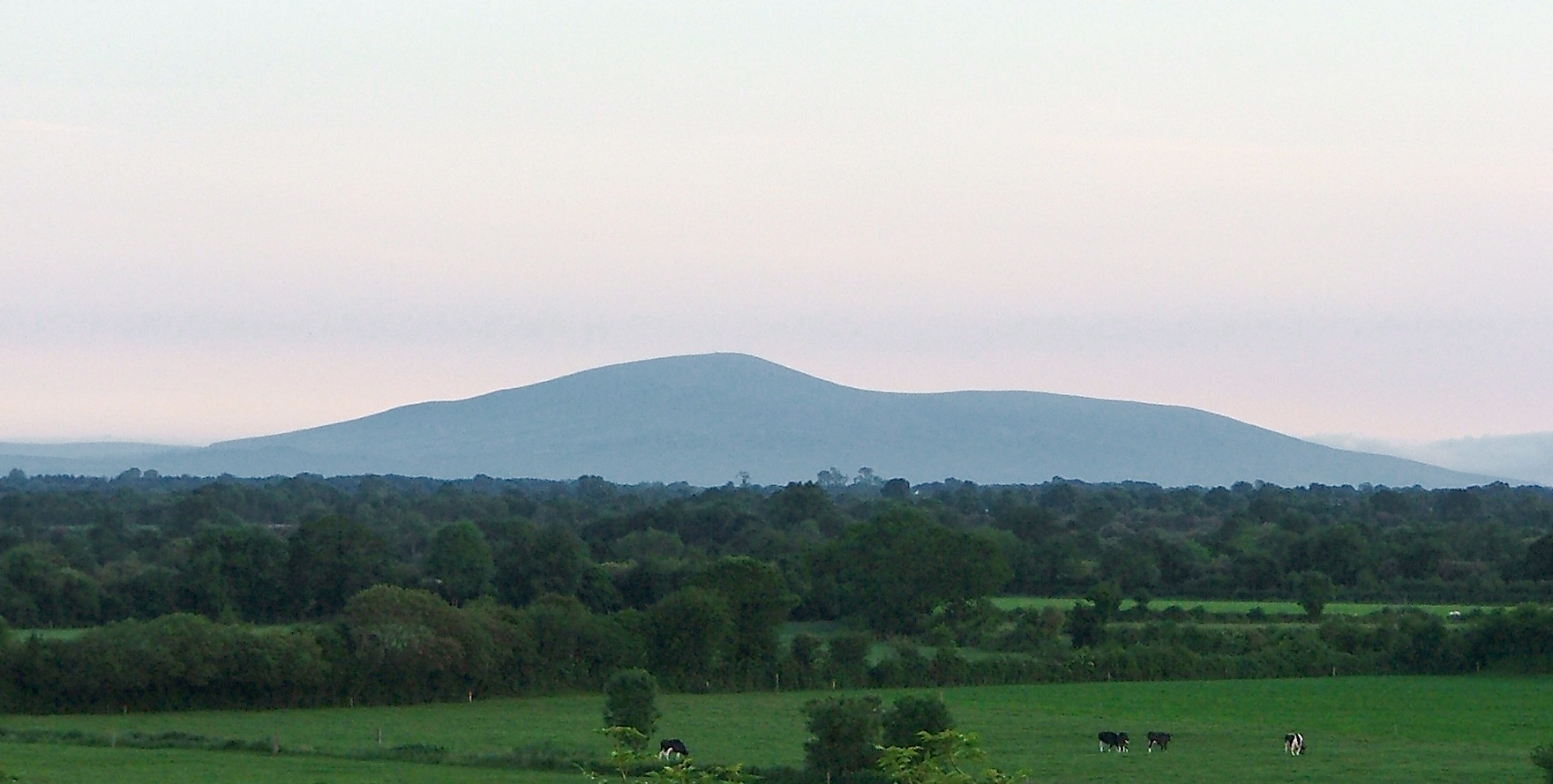
Slievenamon

I monti Knockmealdown nel confine meridionale raggiungono un'altezza massima di 793 metri, mentre a nord la contea è attraversata dalla catena dei pittoreschi Galtee (o Galty), col monte Galtymore che arriva a una delle altezze più considerevoli d'Irlanda, 917 m. Ad est, sul confine con Kilkenny, ci sono gli Slieveardagh Hills, mentre vicino Templemore i Monti Devil's Bit (479 m) con un curioso valico sulla sommità. Nel nord-ovest, infine, degna di nota è Keeper Hill. Gran parte della contea, comunque, è formato da una pianura con poche zone collinari molto arrotondate, parte della Golden Vale. Una delle poche eccezioni è Cashel, che si innalza per poche centinaia di metri all'improvviso dalla ricca ed ampia zona pianeggiante.
Nella contea il calcare del Carbonifero fuoriesce facilmente tra gli stradi di vecchia arenaria rossa del sud e nelle pianure settentrionali. L'esempio più eclatante di calcare che fuoriesce è ovviamente Cashel con la sua altura, ma generalmente è ricoperto da strati erbosi o di terra. Una grande massa esposta di vecchia arenaria rossa, con rocce siluriane visibili al centro, divide il nord del territorio, mentre un agglomerato siminile, i Monti Arra, sorgono tra Nenagh ed il Lough Derg. Lo stesso tipo di roccia forma i Galtee, lo Slievenamon ed i Knockmealdown. Ad est, strati di arenaria e di roccia dell'alto carbonifero giacciono da Cashel a Kilkenny, e l'antracite viene estratta vicino Killenaule. Nelle Silvermines, dove anticamente veniva estratto piombo ed oro, oggi si rinviene argento.
Le caverne di stalattiti di Mitchelstown, scoperte casualmente nel 1833, attirano molti visitatori. Sono situate nell'estremità sud-occidentale della contea, vicino al confine al punto che il villaggio che da loro il nome è situato a 10 km di distanza nella Contea di Cork; furono esplorate e controllate dallo speleologista francese M. Martel nel 1895.

### Idrografia

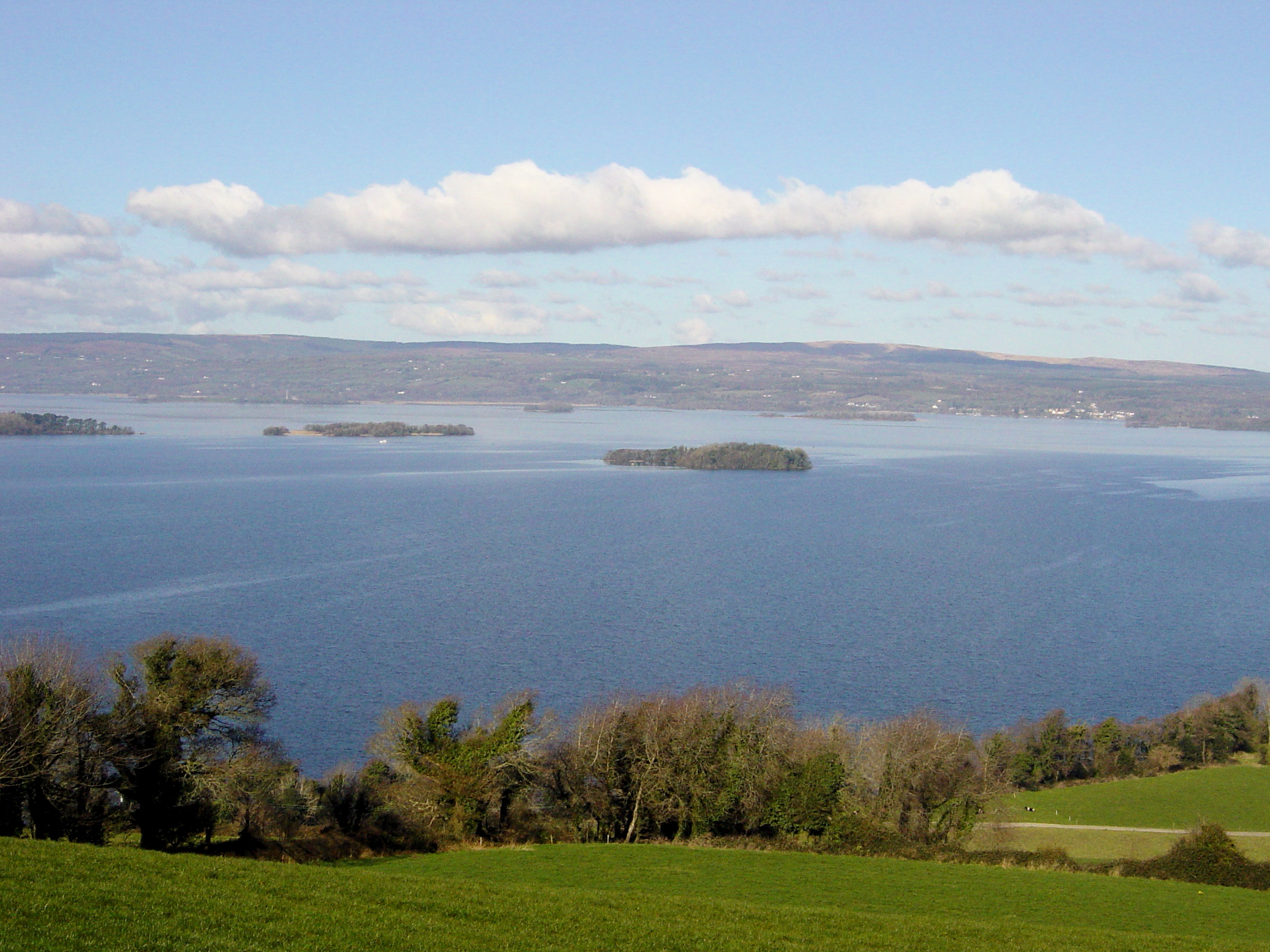
Lough Derg

La contea di Tipperary è attraversata soltanto da un fiume di dimensioni discrete, il Suir, che nasce nei monti Devil's Bit, e scorre verso sud prima ed est in seguito passato per Templemore, Thurles, Caher, e Clonmel per poi abbandonare la contea. Il Nore, che nasce dalle stesse alture del Suir, lascia subito la contea di Tipperary per accedere nell'Offaly, mentre lo Shannon, il fiume più grande d'Irlanda, si limita a formare gran parte del confine occidentale.
L'unico lago considerevole è il Lough Derg, che si forma lungo il corso della Shannon e crea quindi il confine naturale con il Clare nella parte nord-occidentale della contea. Il lago è il secondo della nazione per dimensioni ed il terzo di tutta l'isola d'Irlanda.

## Storia

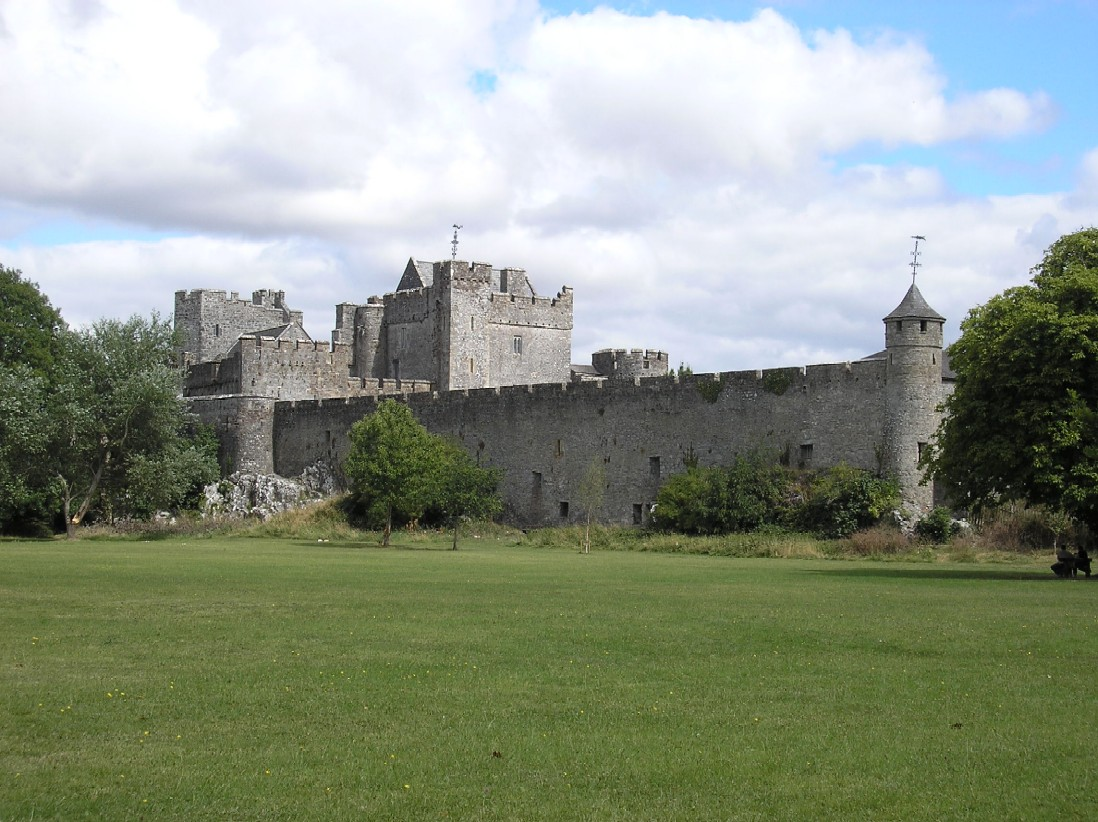
Castello di Cahir

Si ritiene che la contea di Tipperary sia stata istituita da re Giovanni nel 1210; nel 1328 Edoardo III la affidò al conte di Ormonde, ma, dopo averla presto fatta rientrare nei suoi domini, fu nuovamente riconosciuta e affidata nel 1337. Nel 1372 l'affidamento fu confermato a James Butler, conte di Ormonde, mentre le terre appartenenti alla Chiesa rimasero sotto una sperata giurisdizione e vennero chiamate contea di Cross Tipperary. Nel 1621 Giacomo I riprese il dominio della contea. ma nel 1664 fu di nuovo affidata a James 12º conte e 1º duca, le cui regalità presto inclusero la contea della croce. Nel 1715 la giurisdizione tornò interamente e definitivamente alla Corona.
Nel 1919 la contea di Tipperary fu teatro, a Soloheadbeg, dell'inizio della Guerra d'indipendenza irlandese.

## Politica
Sebbene a livello culturale, storico e sportivo sia sempre e solo esistita una sola contea di Tipperary, da sempre politicamente ed economicamente l'area ha visto due zone molto differenti tra loro. Già di fatto da prima del XIX secolo la parte settentrionale era gestita da soggetti diversi da quella meridionale, tanto che nel 1898 furono formati il South e North Riding Tipperary, in sostanza due apparati burocratici e giudiziali differenti. La sussistenza di tali organismi rimase anche dopo l'indipendenza dell'Irlanda e fu definitivamente sancita dopo un secolo con la creazione di due contee totalmente e formalmente separate nel 2002, il North Tipperary ed il South Tipperary. Le due contee hanno avuto vita però breve, appena 12 anni, e sono state riunificate formalmente il 3 giugno 2014 a seguito della ristrutturazione degli enti locali effettuata con Local Government Act 2014.

## Cultura

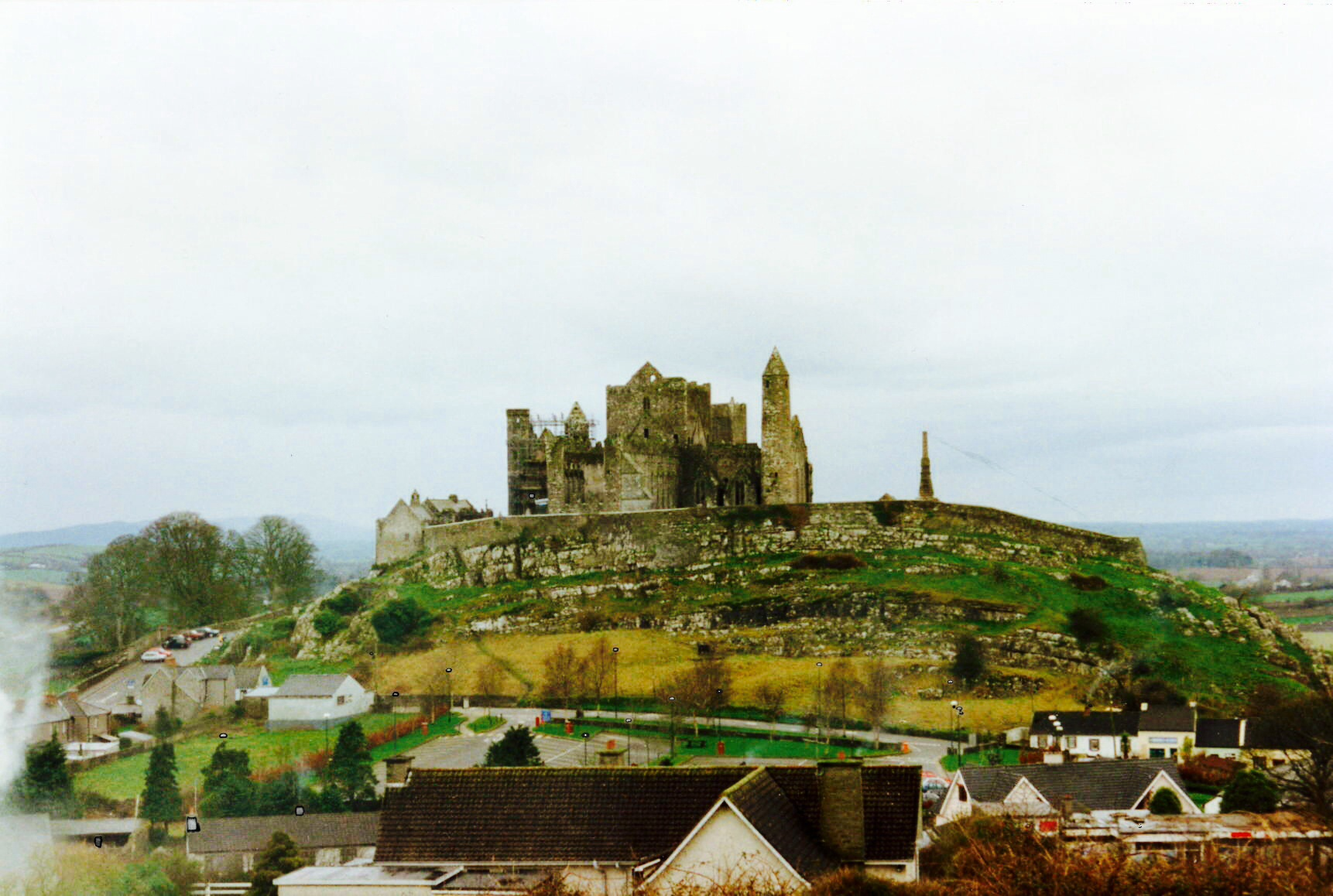
Rocca di Cashel

Ci sono due torri circolari nella contea - una a Roscrea e l'altra alla famosa di Rocca di Cashel. I ruderi di antichi e imponenti edifici ecclesiastici sono numerosissimi nel territorio, a partire da vari resti intorno alla già citata Cashel, ma anche l'Holy Cross Abbey, antica abbazia cistercense vicino Thurles ed uno dei più raffinati monasteri irlandesi, e l'abbazia francescana di Roscrea.
La fortezza di Cashel, occupata per lungo tempo come caserma, è ben conservata. A Roscrea rimane ancora una delle torri costruite da Re Giovanni, e la roccaforte dagli Ormonde, eretta durante il regno di Enrico VIII formava il deposito della caserme vicine. Altri resti ecclesiastici importanti sono ad Athassel, di monaci agostiniani stanziatisi nel 1200 circa, ma anche l'Abbazia di Fethard fondata nel XIV secolo.

## Economia
Nella parte meridionale della contea le principali forme economiche sono state tradizionalmente l'agricoltura, concentrata soprattutto sui cereali e l'allevamento, a differenza del resto d'Irlanda non solo di ovini e bovini, ma anche dei rinomati "Stalloni di Tipperary". Ultimamente si è sviluppata, anche muovendosi dall'economia tradizionale, una considerevole industria alimentare che opera principalmente nel mercato delle bevande, dei prodotti a base di cereali e dei gelati. Prodotti farmaceutici, elettronica e in ambito di salute contribuiscono notevolmente all'economia della contea.
Il turismo è un settore molto importante, grazie a zone molto apprezzate come Lough Derg, Thurles, Cashel e Bru Boru Heritage Centre, oltre alla Tipperary Crystal. Le due contee amministrative hanno ognuna un proprio Enterprise Boards con programmi differenti. La Shannon Development si occupa del turismo e dell'industrializzazione della zona del Lough Derg e del North Tipperary. I settori economici più piccoli del luogo sono gestiti dalla Leader groups e TEAGASC.

## Luoghi

### Cittadine e villaggi
- Cahir - An Chathair
- Carrick-on-Suir - Carraig na Siúire
- Cashel - Caiseal
- Clonmel - Cluain Meala
- Cloughjordan - Cloch Shuirdain
- Fethard - Fiodh Ard
- Golden - An Gabhailín
- Nenagh - An tAonach
- Newport - An Tulach Sheasta
- Roscrea - Ros Cré
- Templemore - An Teampall Mór
- Thurles - Durlas
- Tipperary - Tiobraid Árann

### Altri luoghi importanti
- Athassel Priory
- Cahir Castle (Castello di Cahir)

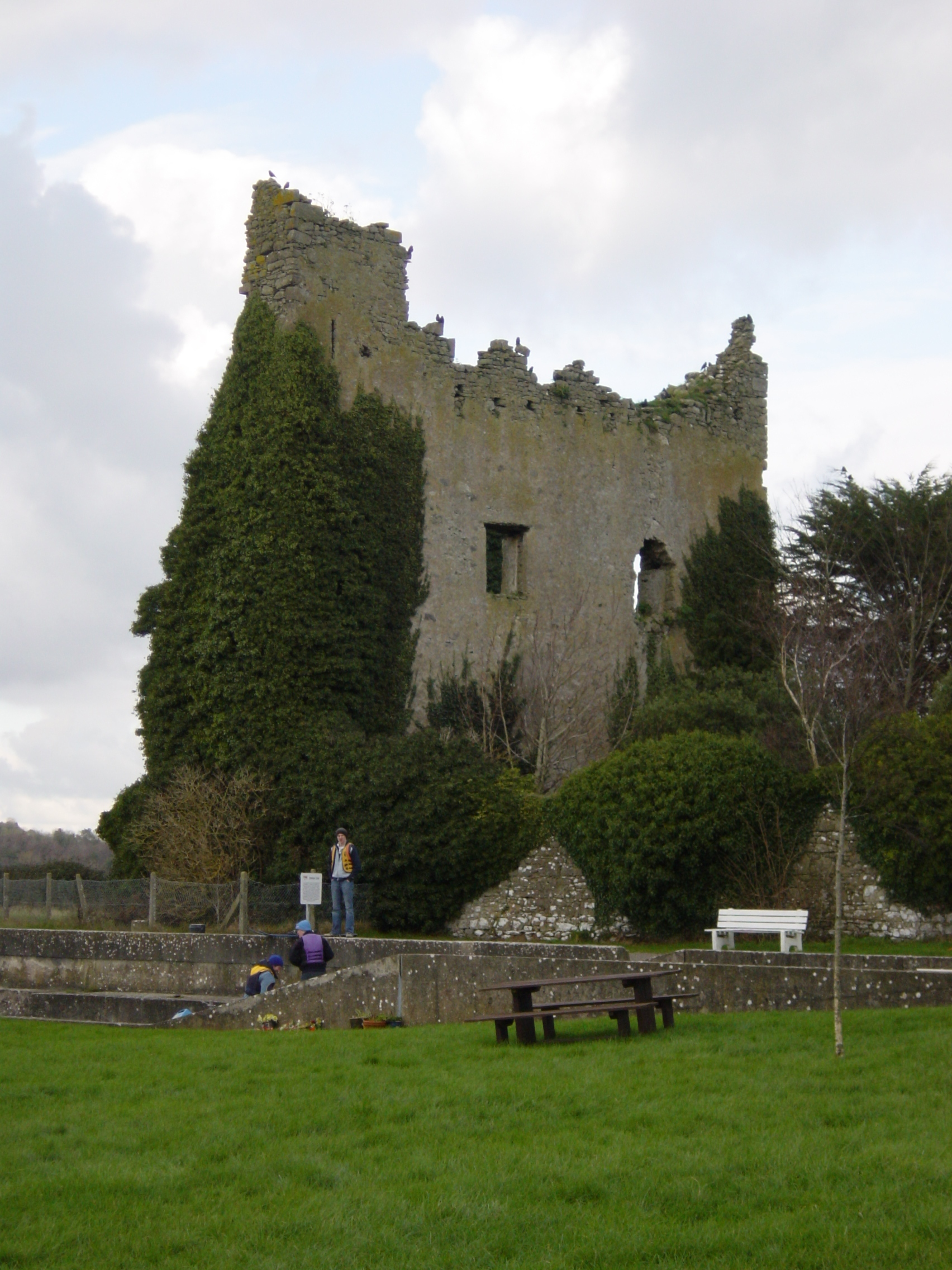
Castello di Dromineer

- Dromineer Castle (Castello di Dromineer)
- Glen di Aherlow
- Holy Cross Abbey (Abbazia della Sacra Croce)
- Lough Derg (Lago Derg)
- Ormond Castle (Castello Ormond)
- Redwood Castle (Castello Redwood anche conosciuto come Castello di Egan)
- Rock of Cashel (Rocca di Cashel)